# حركة العودة إلى الأرض
حركة العودة إلى الأرض هي أي من الحركات الزراعية المختلفة عبر فترات تاريخية مختلفة. الخيط المشترك هو دعوة الناس لتناول حيازات صغيرة وزراعة الطعام من الأرض مع التركيز على درجة أكبر من الاكتفاء الذاتي والاستقلالية والمجتمع المحلي أكثر من وجودها في طريقة الحياة الصناعية أو ما بعد الصناعية السائدة. كانت هناك مجموعة متنوعة من الدوافع وراء مثل هذه الحركات، مثل الإصلاح الاجتماعي، وإصلاح الأراضي، وجهود الحرب المدنية. وشملت الجماعات المعنية الإصلاحيين السياسيين، الهيبيين ثقافة مضادة، والانفصاليين الدينيين.
شاع هذا المفهوم في الولايات المتحدة في بداية القرن العشرين من قبل الناشط بولتون هول، الذي أسس زراعة الكثير الشاغرة في مدينة نيويورك وكتب العديد من الكتب حول هذا الموضوع.  هذه الممارسة كانت قوية في أوروبا حتى قبل ذلك الوقت. 
خلال الحرب العالمية الثانية، عندما واجهت بريطانيا العظمى حصارًا من الغواصات النازية، حثت حملة "حدائق النصر" المدنيين على مكافحة نقص الغذاء عن طريق زراعة الخضروات على أي قطعة أرض متاحة. في الولايات المتحدة الأمريكية بين منتصف الستينيات ومنتصف سبعينيات القرن العشرين، كانت هناك حركة متجددة ، حيث هاجر عدد كبير من المدن إلى المناطق الريفية.
ترتبط الحركة الخلفية بعلاقات أيديولوجية بالتوزيعية، وهي محاولة لعشرينيات وثلاثينيات القرن العشرين لإيجاد "طريق ثالث" بين الرأسمالية والاشتراكية. 